# Liste der Baudenkmäler in Regensburg-Ober- u. Niederwinzer-Kager
Auf dieser Seite sind die Baudenkmäler in der Oberpfälzer Bezirkshauptstadt Regensburg zusammengestellt. Diese Tabelle ist eine Teilliste der Liste der Baudenkmäler in Bayern. Grundlage ist die Bayerische Denkmalliste, die auf Basis des Bayerischen Denkmalschutzgesetzes vom 1. Oktober 1973 erstmals erstellt wurde und seither durch das Bayerische Landesamt für Denkmalpflege geführt wird. Die folgenden Angaben ersetzen nicht die rechtsverbindliche Auskunft der Denkmalschutzbehörde.

## Baudenkmäler
| Lage                                  | Objekt                                                           | Beschreibung | Akten-Nr.       | Bild                                                             |
| ------------------------------------- | ---------------------------------------------------------------- | --- | --------------- | ---------------------------------------------------------------- |
| In den Weinbergen (Standort)          | Wegkreuz und Bildstockfragment                                   | Relief der Kreuzigung mit Christus, Maria und Johannes, Sandstein, gotisch, Anfang 15. Jahrhundert | D-3-62-000-1508 | Wegkreuz und Bildstockfragment                                   |
| Käferloh (Standort)                   | Feld- und Wallfahrtskapelle Maria Tannerl                        | Satteldachbau mit korbbogiger Öffnung, 1713 | D-3-62-000-605  | Feld- und Wallfahrtskapelle Maria Tannerl                        |
| Kager 7 (Standort)                    | Bauernhaus                                                       | Eingeschossiger Wohnstallbau mit Flachsatteldach und Vorschussgiebel, wohl 17. Jahrhundert | D-3-62-000-603  | Bauernhaus                                                       |
| Kager 13 (Standort)                   | Katholische Neben- und Wallfahrtskirche St. Michael              | Saalbau mit Satteldach, eingezogener Apsis und Dachreiter mit Zwiebelhaube, romanisch, vor 1182, Umbauten im 17. Jahrhundert; mit Ausstattung | D-3-62-000-602  | Katholische Neben- und Wallfahrtskirche St. Michael              |
| Nürnberger Straße 170 (Standort)      | Wohnhaus                                                         | Zweigeschossiger Mansardwalmdachbau mit Hausmarke, frühes 19. Jahrhundert | D-3-62-000-819  | Wohnhaus                                                         |
| Nürnberger Straße 182, 184 (Standort) | Wohnhaus (sogenannte Alte Mauth)                                 | Zweigeschossiger Walmdachbau, um 1800 Anbau, zweigeschossiger Walmdachbau, 1832, mit Kreuzstein, Sandstein, bezeichnet mit „1570“ | D-3-62-000-820  | Wohnhaus (sogenannte Alte Mauth)                                 |
| Nürnberger Straße 204 (Standort)      | Wohnhaus in Hanglage                                             | Zweigeschossiger Walmdachbau mit Altane und Seitenrisaliten mit Krüppelwalmdach, 1911 | D-3-62-000-821  | Wohnhaus in Hanglage                                             |
| Nürnberger Straße 223 (Standort)      | Wohnhaus                                                         | Zweigeschossiger und giebelständiger Satteldachbau mit Halbwalm, frühes 19. Jahrhundert | D-3-62-000-822  | Wohnhaus                                                         |
| Nürnberger Straße 234 (Standort)      | Ehemalige Tafernwirtschaft, später Schulhaus von Niederwinzer    | Zweigeschossiger und traufständiger Satteldachbau, um 1700, im Keller Reste des Vorgängerbaus, 12./13. Jahrhundert, mit Bauinschrift, bezeichnet mit „1689“, und Hausmadonna, wohl Mitte 17. Jahrhundert                                                                                                 | D-3-62-000-823  | Ehemalige Tafernwirtschaft, später Schulhaus von Niederwinzer    |
| Nürnberger Straße 334 (Standort)      | Wohnhaus                                                         | Zweigeschossiger und traufständiger Satteldachbau, 17./18. Jahrhundert | D-3-62-000-825  | Wohnhaus                                                         |
| Wehrlochweg (Standort)                | Wasserkreuz, Kreuz der Fischer und Schiffsmeister am Wehrlochweg | Bandeisenkonstruktion mit Dreipassenden auf gefastem Steinsockel, bezeichnet mit „1893“, Korpus neu | D-3-62-000-1577 | Wasserkreuz, Kreuz der Fischer und Schiffsmeister am Wehrlochweg |
| Winzersteig (Standort)                | Ehemaliges Quellhaus                                             | Bruchsteinmauerzug (Abschlussmauer) mit zwei Spitzbogenöffnungen und Wappentafel, bezeichnet mit „1491“ | D-3-62-000-1413 | weitere Bilder                                                   |
| Winzersteig 1 (Standort)              | Ehemalige Mühle, heute Wohnhaus                                  | Dreigeschossiger und giebelständiger Satteldachbau, in der Substanz wohl gotisch, modern umgebaut Steintafel mit Mühlrad, bezeichnet mit „1902“ | D-3-62-000-1411 | weitere Bilder                                                   |
| Winzersteig 3 (Standort)              | Katholische Pfarrkirche St. Nikolaus, ehemalige Chorturmkirche   | Saalbau mit Ostturm, westlichem Querhaus und eingezogenem Chor, Langhaus im Kern 13. Jahrhundert, 1905 Umorientierung nach Westen mit Chor und Querhaus, 1937 Neubau des baufälligen Turmes durch Heinrich Hauberrisser; mit Ausstattung Friedhofsmauer mit Reliefs und Grabsteinen, 15.–17. Jahrhundert | D-3-62-000-1412 | weitere Bilder                                                   |

## Ehemalige Baudenkmäler
In diesem Abschnitt sind Objekte aufgeführt, die früher einmal in der Denkmalliste eingetragen waren, jetzt aber nicht mehr. Objekte, die in anderem Zusammenhang also z. B. als Teil eines Baudenkmals weiter eingetragen sind, sollen hier nicht aufgeführt werden. Aktennummern in diesem Abschnitt sind ehemalige, jetzt nicht mehr gültige Aktennummern.

| Lage                             | Objekt   | Beschreibung                                                                | Akten-Nr.      | Bild     |
| -------------------------------- | -------- | --------------------------------------------------------------------------- | -------------- | -------- |
| Nürnberger Straße 237 (Standort) | Wohnhaus | Eingeschossiger und giebelständiger Halbwalmdachbau, frühes 19. Jahrhundert | D-3-62-000-824 | Wohnhaus |